# Jon Mack
Jon Mack (* in Rochester, Michigan) ist eine US-amerikanische Schauspielerin, Sängerin, Musikproduzentin, Model und Tierschützerin.

## Leben
Mack stammt aus einer Schauspielerfamilie polnisch-osteuropäischer Abstammung, ihre Mutter war Theaterdirektorin und Schauspiellehrerin. Sie wuchs auf einer 180 Acre großen Farm auf und erlernte das Reiten. Mit fünf Jahren trat sie erstmals in Theatervorführungen auf. Nach ihrem Schulabschluss besuchte sie die Tisch School of the Arts, wo sie Theaterschauspiel studierte. Anschließend vertiefte sie ihre Schauspielkenntnisse am Lee Strasberg Theatre and Film Institute. Später folgte ein Studium zur Grafikerin an der University of California, Los Angeles.
In ihrer Freizeit setzt sie sich aktiv für den Tierschutz ein. Mit 15 Jahren begann sie mit ersten Tätigkeiten als Model und sang als Hintergrundsängerin in der Band Charm Farm. Ihre erste Band hieß Acid Betty. Später sang sie für die Gruppen Organik und Livefeed. Seit 2007 ist sie Sängerin und Frontfrau der Band Auradrone. Mack ist selbstständig als Toningenieurin und Musikproduzentin.
1998 debütierte Mack in einer Episode der Fernsehserie One World. Im Folgejahr stellte sie Nebencharaktere in den Filmproduktionen Rising Star, Rent a Man – Ein Mann für gewisse Sekunden und Der Playboy: Die Hugh Hefner Story dar. Nach gut zehnjähriger Pause war sie 2009 in den Filmen Lost in the Woods, Saw VI und Accused at 17 zu sehen. Überwiegend spielt sie in Tierhorror- und Low-Budget-Filmen wie Dinocroc vs. Supergator, Camel Spiders – Angriff der Monsterspinnen, Super Twister, Spider City – Stadt der Spinnen, Lavalantula – Angriff der Feuerspinnen, Apokalypse Los Angeles, Fire Twister – Feuerhölle L.A. oder Das Echelon-Desaster mit. Sie übernahm 2010 im Horrorfilm Alraune – Die Wurzel des Grauens die weibliche Hauptrolle und hatte 2013 in After Earth eine Nebenrolle inne.

## Filmografie
- 1998: One World (Fernsehserie, Episode 1x03)
- 1999: Rising Star (Fernsehfilm)
- 1999: Rent a Man – Ein Mann für gewisse Sekunden (Deuce Bigalow: Male Gigolo)
- 1999: Der Playboy: Die Hugh Hefner Story (Hefner: Unauthorized) (Fernsehfilm)
- 2009: Lost in the Woods
- 2009: Saw VI
- 2009: Accused at 17
- 2010: Monster Worms – Angriff der Monsterwürmer (Mongolian Death Worm) (Fernsehfilm)
- 2010: Dinocroc vs. Supergator (Fernsehfilm)
- 2010: The Confidant
- 2010: Alraune – Die Wurzel des Grauens (Mandrake) (Fernsehfilm)
- 2011: Super Tanker (Fernsehfilm)
- 2011: Camel Spiders – Angriff der Monsterspinnen (Camel Spiders) (Fernsehfilm)
- 2011: Super Twister (Mega Cyclone) (Fernsehfilm)
- 2011: Goodnight Burbank (Fernsehserie, Episode 1x06)
- 2012: Stalked at 17 (Fernsehfilm)
- 2012: A Christmas Wedding Date (Fernsehfilm)
- 2012: Kiss the Coach (Playing for Keeps)
- 2013: Straight A's – Jede Familie hat ein schwarzes Schaf (Straight A's)
- 2013: Spider City – Stadt der Spinnen (Spiders 3D)
- 2013: After Earth
- 2013: The Perfect Boyfriend (Fernsehfilm)
- 2014: TMI Hollywood (Fernsehserie, Episode 5x14)
- 2015: Apokalypse Los Angeles
- 2015: Fire Twister – Feuerhölle L.A. (Fire Twister)
- 2015: The Gunfighters: Blunt Force Trauma
- 2015: Lavalantula – Angriff der Feuerspinnen (Lavalantula)
- 2015: Strangers in a Book (Kurzfilm)
- 2015: Das Echelon-Desaster (Stormageddon) (Fernsehfilm)
- 2016: 2 Lava 2 Lantula! (Fernsehfilm)
- 2016: Mind Blown (Fernsehfilm)
- 2017: Final Storm – Der Untergang der Welt (Doomsday Device) (Fernsehfilm)
- 2017: Drakul (Fernsehfilm)
- 2018: Saving My Baby
- 2018: Amityville Horror: Wie alles begann (The Amityville Murders)
- 2019: Kill Chain
- 2019: Acceleration – Gegen die Zeit (Acceleration)
- 2020: Crypto Heads
- 2020: My Daughter’s Psycho Friend (Fernsehfilm)
- 2020: The Deep Ones